# 인천강변로
인천강변로(Incheongangbyeon-ro)는 전북특별자치도 고창군 아산면 아산교차로에서 고창군 아산면 탑정삼거리 를잇는 도로이다.

## 주요 경유지
전북특별자치도
- 고창군 (아산면)

## 노선
| 이름            | 접속 노선                          | 소재지 | 소재지 | 비고                 |
| --------------- | ---------------------------------- | ------ | ------ | -------------------- |
| 아산 교차로     | 국가지원지방도 제15호선 (동서대로) | 고창군 | 아산면 | 지방도 제734호선구간 |
| 하갑1교         |                                    | 고창군 | 아산면 | 지방도 제734호선구간 |
| 독곡 교차로     | 독곡길                             | 고창군 | 아산면 | 지방도 제734호선구간 |
| 원평 교차로     | 운곡로                             | 고창군 | 아산면 | 지방도 제734호선구간 |
| 용계1교         |                                    | 고창군 | 아산면 |                      |
| 병암 교차로     |                                    | 고창군 | 아산면 |                      |
| 상탑교          |                                    | 고창군 | 아산면 |                      |
| 탑정삼거리      |                                    | 고창군 | 아산면 |                      |
| 복분자로와 직결 |                                    |        |        |                      |

## 주요 건물 및 시설
- 아산반암보건 진료소 (인천강변로 656/반암리 910)